# De re diplomatica
El De re diplomatica es una obra en seis libros en latín publicada en París en 1681 por Jean Mabillon, un monje benedictino de la congregación de Saint-Maur. Se considera el texto fundacional de las dos disciplinas modernas de la diplomática (palabra que apareció tras su publicación ) y la paleografía. El historiador Marc Bloch pudo escribir sobre él: «Ese año - 1681, año de la publicación de De re diplomacia, una gran fecha ciertamente en la historia del espíritu humano -  la crítica de los documentos de los archivos se funda definitivamente.»
El título completo del libro es: De re diplomacia libri VI, in quibus quidquid ad veterum instrumentorum antiquitatem, materiam, scripturam & stilum; quidquid ad sigilla, monogrammata, suscripciones ac notas cronológicas; quidquid inde ad antiquariam, historicam forensemque disciplinam relevante, explicatur & illustratur. Accedunt commentarius de antiquis regum Francorum palatiis, veterum scripturarum varia specimina, tabulis LX comprehensa nova ducentorum, & amplius, monumentorum collectionio.

## Antecedentes
En 1672 había aparecido el breve tratado titulado Censura diplomatis quod Ludovico imperatori fert Acceptum cœnobium Lindaviense, de Hermann Conring, profesor de la Universidad de Helmstedt: interrogado sobre la autenticidad de un diploma que habría sido concedido por el emperador Luis IV al convento de canonesas de Lindau, este estudioso alemán expone por primera vez con claridad algunas de las reglas que se encontrarán nueve años más tarde en el De re diplomacia (comparación con otros diplomas emanados de la misma fuente para establecer marcas distintivas; estudio de firmas, escritura, antecedentes de quien emitió el documento, etc.).

## Oportunidad de la obra
La oportunida que lleva a Jean Mabillon a escribir De re diplomacia fue una publicación de la Sociedad de los Bolandistas, en Amberes. Esta institución dirigida, por jesuitas, se había consagrado a un enfoque riguroso de la hagiografía y había desarrollado métodos de crítica documental. En agosto de 1668, los bolandistas Daniel van Papenbroeck y Godfried Henschen iniciaron un recorrido por las abadías de los valles del Mosa y Mosela, en busca de documentos; durante una estancia forzada en Luxemburgo, Papenbroeck examinó una carta que supuestamente había sido concedida en el año 646, por el rey Dagoberto I, al monasterio femenino de Oeren (más tarde Santa Irmina de Oeren), en Tréveris; comparándola con otras cartas procedentes de la Abadía de Saint-Maximin, concibió entonces el proyecto de formular reglas claras para juzgar la autenticidad de los antiguos diplomas. El resultado de este trabajo fue publicado como prefacio al volumen II del Acta Sanctorum Aprilis (Amberes, 1675), bajo el título: Propylæum antiquarium circa veri et falsi discrim in vetustis membranis. Sus conclusiones fueron muy severas para los diplomas monásticos que supuestamente se remontan al período merovingio (y en particular los de la Abadía de Saint-Denis); consideró que se habían hecho muchas falsificaciones alrededor del siglo XI. En el volumen I de estas Acta Sanctorum Aprilis, un pasaje del comentario a la Vida de San Alberto de Jerusalén, autor de la Regla de los Carmelitas (celebrada entonces el 8 de abril), detallaba la pretensión de esta orden de retroceder a los tiempos del profeta Elías.
Los benedictinos y carmelitas se sintieron atacados por los jesuitas. Los segundos reaccionaron apelando a la Inquisición española: el 14 de noviembre de 1695 se condenaron por herejía catorce volúmenes del Acta Sanctorum , y la publicación fue incluida en el Índice de libros prohibidos en 1700. La reacción de los benedictinos, que formaban entonces en Francia la Congregación de San Mauro, fue más fina y sobre todo mucho más eficaz: Dom Vincent Marsolle, entonces Superior General de la Congregación, encargó específicamente a Jean Mabillon redactar una respuesta; éste, destinado desde 1664 a la abadía de Saint-Germain-des-Prés con el bibliotecario Luc d'Achery, ya se había distinguido por una edición de las obras de San Bernardo en seis volúmenes en 1667, y luego por el Acta Sanctorum ordinis sancti Benedicti in sæculorumclasses distributa, de los cuales los tres primeros volúmenes, correspondientes a los tres primeros siglos de la orden, habían aparecido en 1668, 1669 y 1672. Para la tarea que le fue confiada, Jean Mabillon contó con la colaboración de su joven colega Michel Germain, quien, procedente de Saint-Remi de Reims, fue destinado en ese momento a Saint-Germain-des-Prés y se encariñó con él hasta que sobrevino su prematura muerte veinte años después.

## Estructura de la obra
Al contrario que el opúsculo elaborado por Daniel van Papenbroeck, basado en muy pocos ejemplos, Mabillon se vanagloriaba, como indica su título, de presentar una gama muy amplia de documentos y de haberlos reproducido en parte en facsímiles en su obra (libro V): 58 láminas a toda página, grabados calcográficos realizados por Pierre Giffart, que contribuyeron al reconocimiento que logró entre el público.
- Libro I: distinción de diplomas según la estructura y los modos de transmisión; discusión de los principios establecidos por Papenbroeck sobre ejemplos particulares; presentación de diferentes materiales de escritura y reflexiones sobre su durabilidad; los estilos y formas de escritura, su origen y su difusión.
- Libro II: ortografía; uso de fórmulas y titulaciones; el trabajo en las cancillerías, la división del trabajo entre los oficiales; uso y difusión de sellos; declaración de testigos; suscripciones; en los últimos seis capítulos, cronología y datación de los documentos.
- Libro III: discusión en profundidad de los argumentos de Daniel van Papenbroeck, pero también de Hermann Conring, a la luz de una documentación más amplia; en el sexto y último capítulo, relación de reglas generales para analizar críticamente los diplomas.
- Libro IV: lista alfabética de 163 residencias reales, palacios y villas, con su fundación, su historia hasta los tiempos modernos, luego su presencia en fuentes históricas y literarias; detalles sobre los vínculos de tal soberano con tal o cual residencia, sus estancias aquí o allá, y la presentación de diplomas en tal o cual residencia; libro elaborado esencialmente por Michel Germain.
- Libro V: análisis de ejemplos con reproducción de documentos en grabado y comentarios al margen; en particular, comparación de muestras de escritura de diferentes períodos y regiones (escritura romana, capital y cursiva, escritura galicana, carolina, gótica, rúnica, merovingia, sajona, lombarda, uncial y mayúscula), con detalles de monogramas, uso de notas tironianas, etc.; clasificación de alfabetos y tipos de escritura.
- Libro VI: reproducción de doscientos once textos de diploma que han sido mencionados en libros anteriores, con nuevos comentarios que resaltan las singularidades o los vínculos.

## Reacciones
La publicación del libro fue inmediatamente considerada un acontecimiento en el mundo académico. Jean-Baptiste Colbert, a quien estaba dedicado, quería que se le concediera al autor una pensión de dos mil libras, a lo que se negó. Sin embargo, desde el año siguiente, Mabillon recibió misiones oficiales, primero en Borgoña, luego en Alemania y luego en Italia, a expensas del gobierno.
El reconocimiento obtenido por la obra queda ilustrado por la correspondencia que se establece entre Mabillon y Daniel van Papenbroeck, contra quien se había concebido originalmente la obra, y que estaba convencido de haber caído en la hipercrítica: «Le confieso que no tengo otra satisfacción por haber escrito sobre este tema que la de haberle dado la oportunidad de componer una obra tan lograda», le escribió a Mabillon. «No tengas problema, siempre que tengas ocasión, en decir públicamente que comparto enteramente tu opinión.»

## Ediciones posteriores

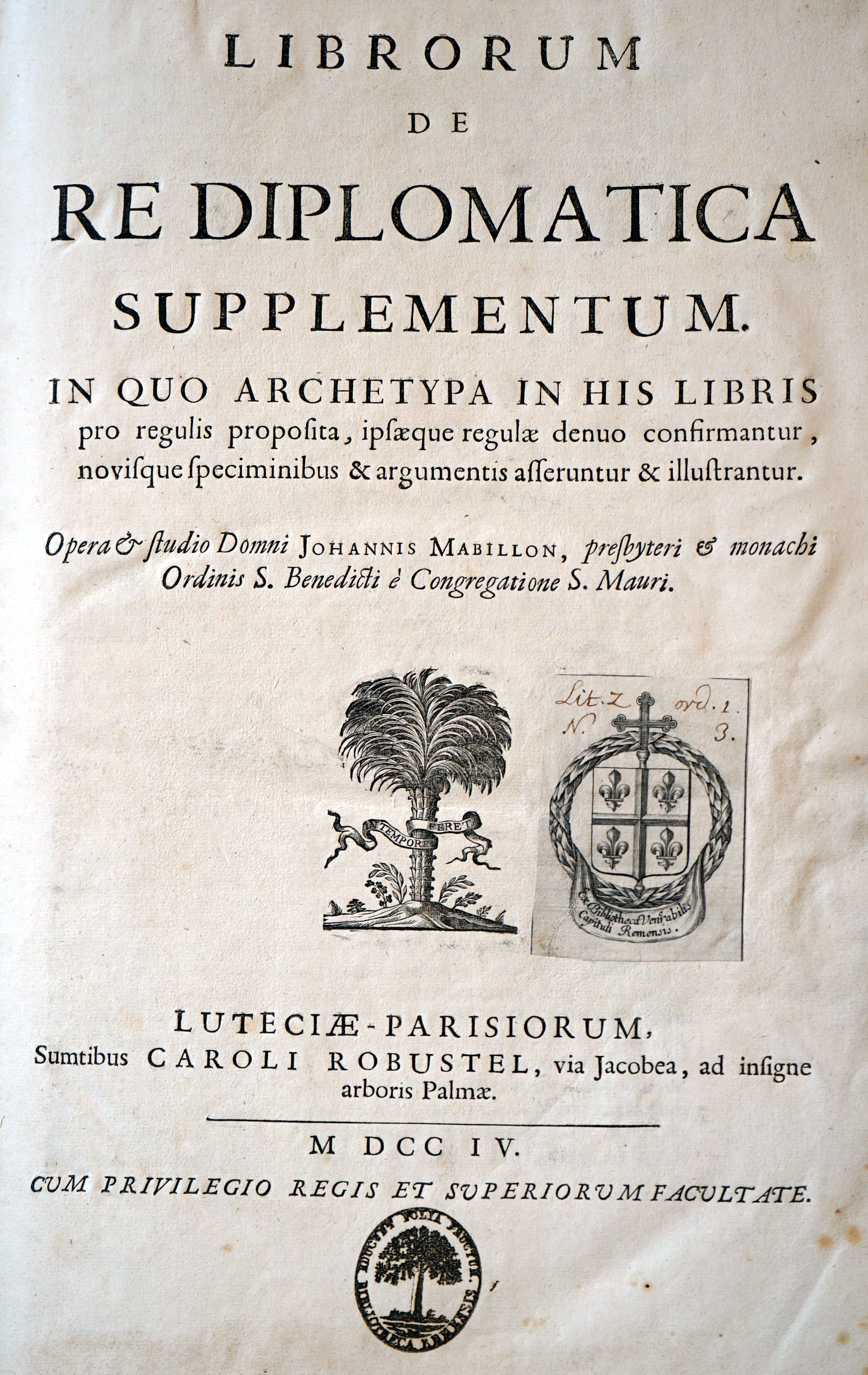
El Suplemento, incautación revolucionaria de la biblioteca del cabildo catedralicio de Reims.

En 1703, Barthélémy Germon, jesuita del Liceo Louis-le-Grand, publicó un texto duramente crítico contra la obra de Mabillon: De veteribus regum Francorum diplomatibus et arte secernendi antiqua diploma a falsis, ad r. p. J. Mabillonium discceptatio (París, 1703, in-12). Este fue el comienzo de un ataque total contra Mabillon y sus discípulos benedictinos, en particular Thierry Ruinart, que continuó en dos publicaciones más: De veteribus regum Francorum diplomatibus disceptatio II (París, 1706, in-12) y De veteribus regum Francorum diplomatibus... disceptationes adversus Th. Ruinarti y J. Fontanini vindicias y epistolas D. Lazzarini y M.-A. Gatti (París, 1707, in-12). Estos textos contenían incluso insinuaciones bastante duras.
Este ataque fue una oportunidad para Mabillon de publicar un suplemento a su libro, que ya venía preparando desde hacía algún tiempo: Librorum de re Diplomatica Suplementum, in quo archetypa en su libris proposita ipsæque regulæ denuo confirmantur, novisque speciminibus et argumentis asseruntur & illustrator (París, 1704). En particular, precisa la cronología y genealogía de la Alta Edad Media, hace un nuevo capítulo sobre los estilos de escritura y el material utilizado para escribir, y añade muchos otros ejemplos y facsímiles de diplomas. Una cuestión importante que se debatió fue si era verosímil que los documentos en pergamino o papiro hubieran sobrevivido durante tantos siglos.
Mabillon ya estaba trabajando en una segunda edición de la obra principal, que no pudo completar él mismo debido a su muerte en diciembre de 1707. Fue su discípulo Thierry Ruinart quien, a partir de las notas que había dejado, entregó al público esta segunda edición en 1709. Integra el Suplemento de 1704 y está precedido por un largo prólogo de dom Ruinart.
En 1789, el erudito napolitano Giovanni Adimari (o Altomare) publicó la tercera edición de De re diplomacia, retomando el texto de la segunda en la "edición napolitana", en dos grandes volúmenes lujosos, con la adición de notas a pie de página que actualizaba los debates mencionados.
La congregación de San Mauro produjo una segunda gran obra de referencia en el ámbito de la diplomacia: el Nouveau traité de diplomatique, où l'on examine les fondements de cet art, on établit des règles sur le discernement des titres, et l'on expose historiquement les caractères des bulles pontificales et des diplômes donnés en chaque siècle, avec des éclaircissements sur un nombre considérable de points d'histoire, de chronologie, de critique & de discipline, de René Prosper Tassin y Charles-François Toustain, en seis volúmenes publicados entre 1750 y 1765. Este nuevo tratado, además, ya no fue escrito en latín, sino directamente en francés.